# 社会主义荣辱观

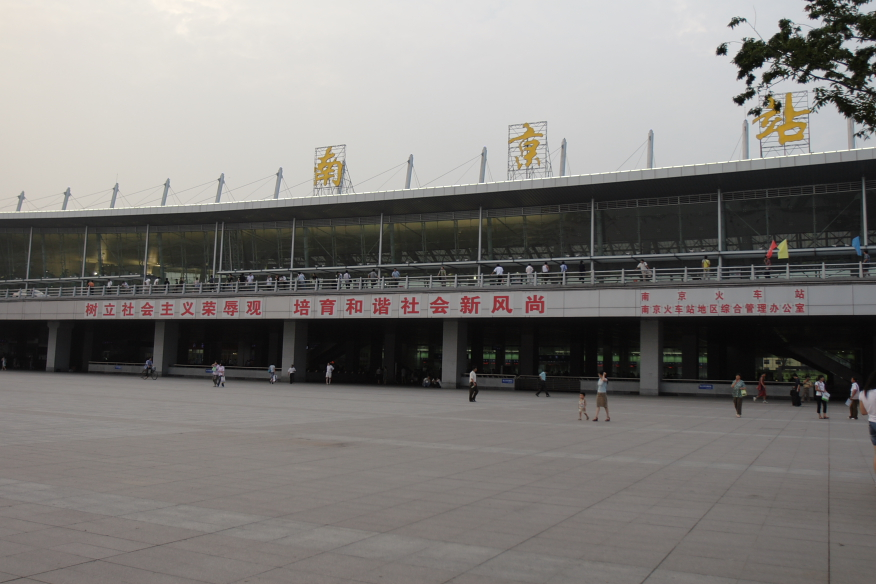
南京火车站的“社会主义荣辱观”大标语

社会主义荣辱观是中華人民共和國中國共產黨的價值觀，胡锦涛2006年3月4日下午在參加中国人民政治协商会议第十届全国委员会第四次会议的民盟、民进联组会上发表的“关于树立社会主义荣辱观”的讲话中提出的，一般又称为“八荣八耻”。据官方解释，提出“八荣八耻”的目的在于引导中国广大干部群众特别是青少年树立社会主义荣辱观。社会主义荣辱观一詞被评为2006年春夏中国主流报纸十大流行语之一。

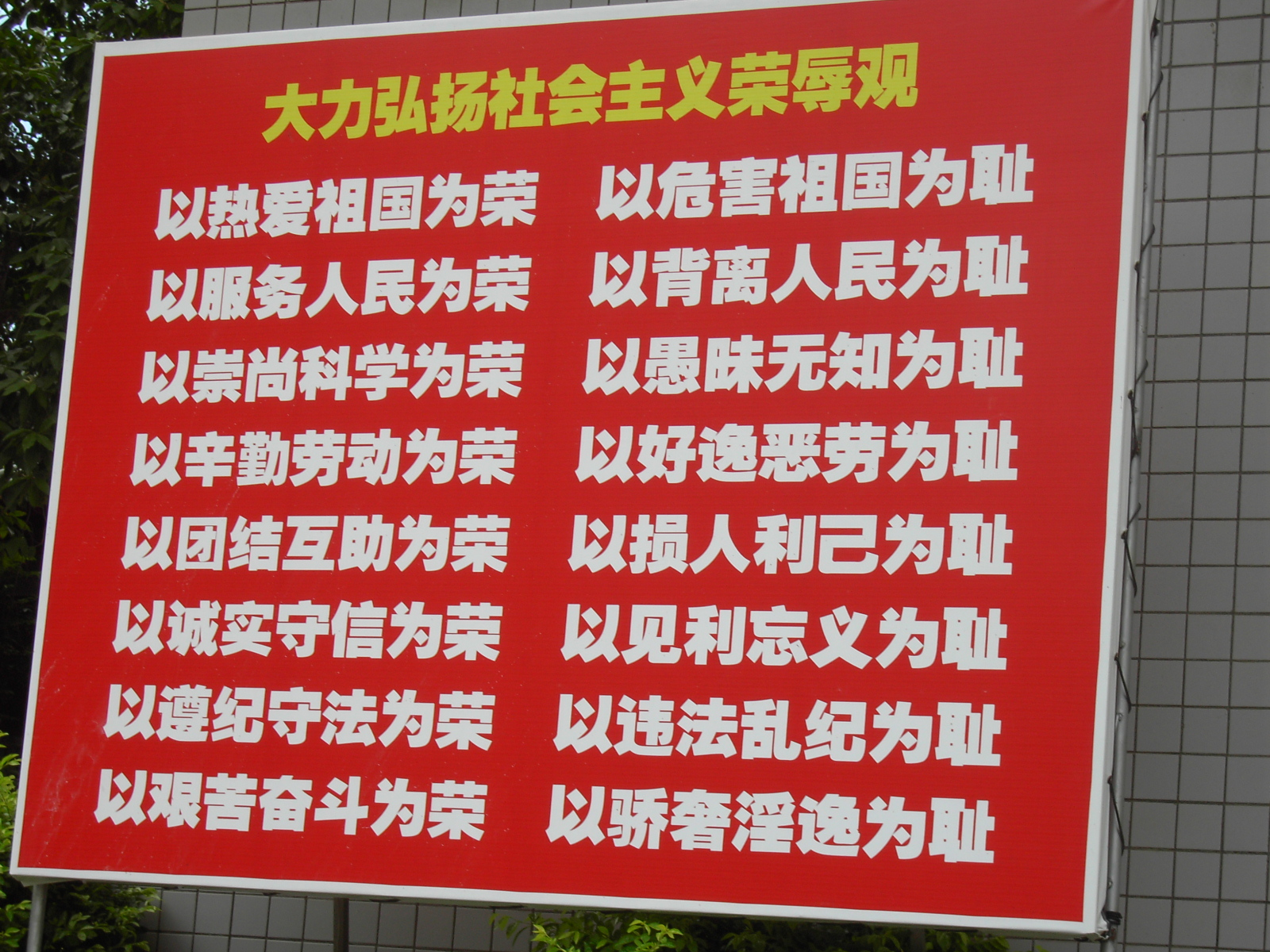
海口車站前的標語
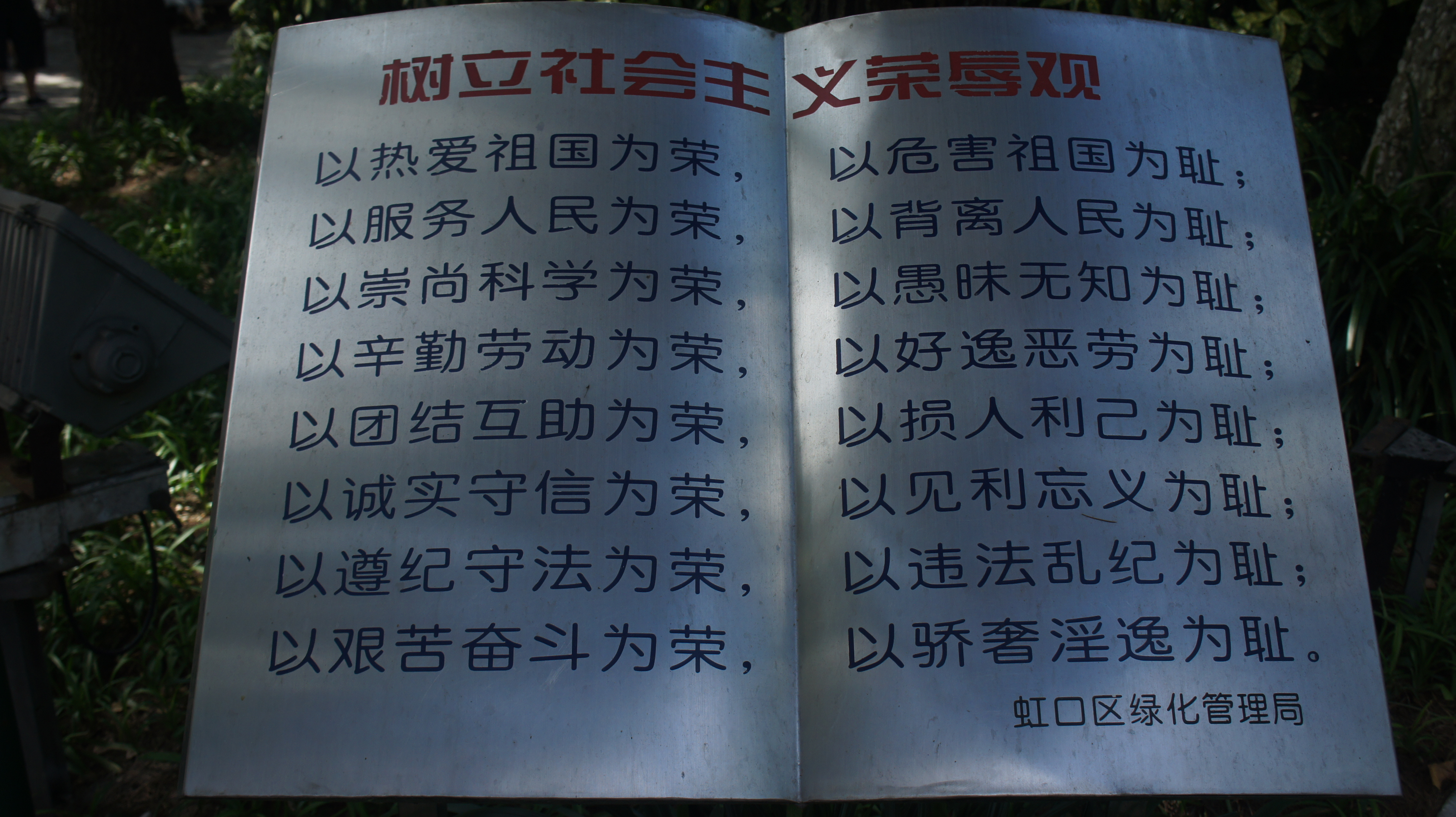
上海市鲁迅公园入园后不远处可以看到的社会主义荣辱观宣传刻板
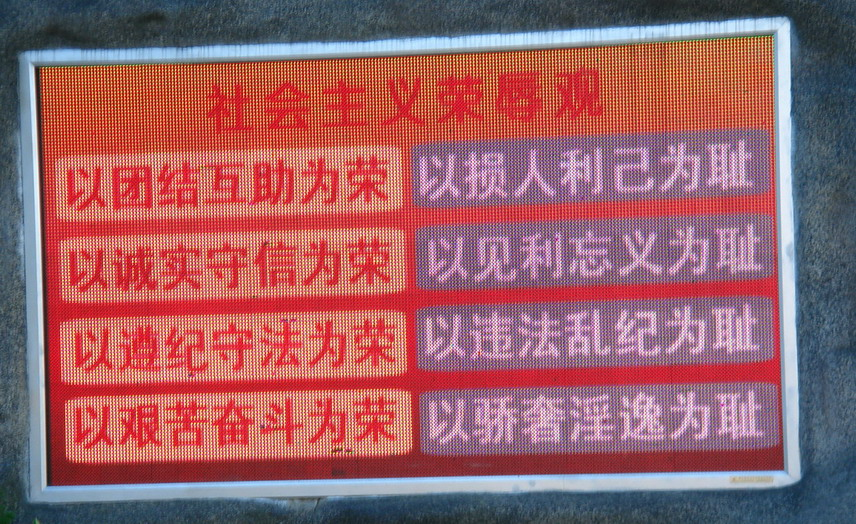
廈門市某公共場所電子屏幕播放八榮八恥標語

## 主要内容
|  | 以热爱祖国为荣 以危害祖国为耻 以服务人民为荣 以背离人民为耻 以崇尚科学为荣 以愚昧无知为耻 以辛勤劳动为荣 以好逸恶劳为耻 以团结互助为荣 以损人利己为耻 以诚实守信为荣 以见利忘义为耻 以遵纪守法为荣 以违法乱纪为耻 以艰苦奋斗为荣 以骄奢淫逸为耻 |